# (5596) Morbidelli
(5596) Morbidelli est un astéroïde de la ceinture principale.

## Description
(5596) Morbidelli est un astéroïde de la ceinture principale. Il fut découvert par Henry E. Holt le 7 août 1991 au mont Palomar. Il présente une orbite caractérisée par un demi-grand axe de 2,1750 UA, une excentricité de 0,0838 et une inclinaison de 4,2355° par rapport à l'écliptique.
Il fut nommé en hommage à l'astronome et planétologue italien Alessandro Morbidelli né le 2 mai 1966.

## Compléments